# Pozo de la Salud

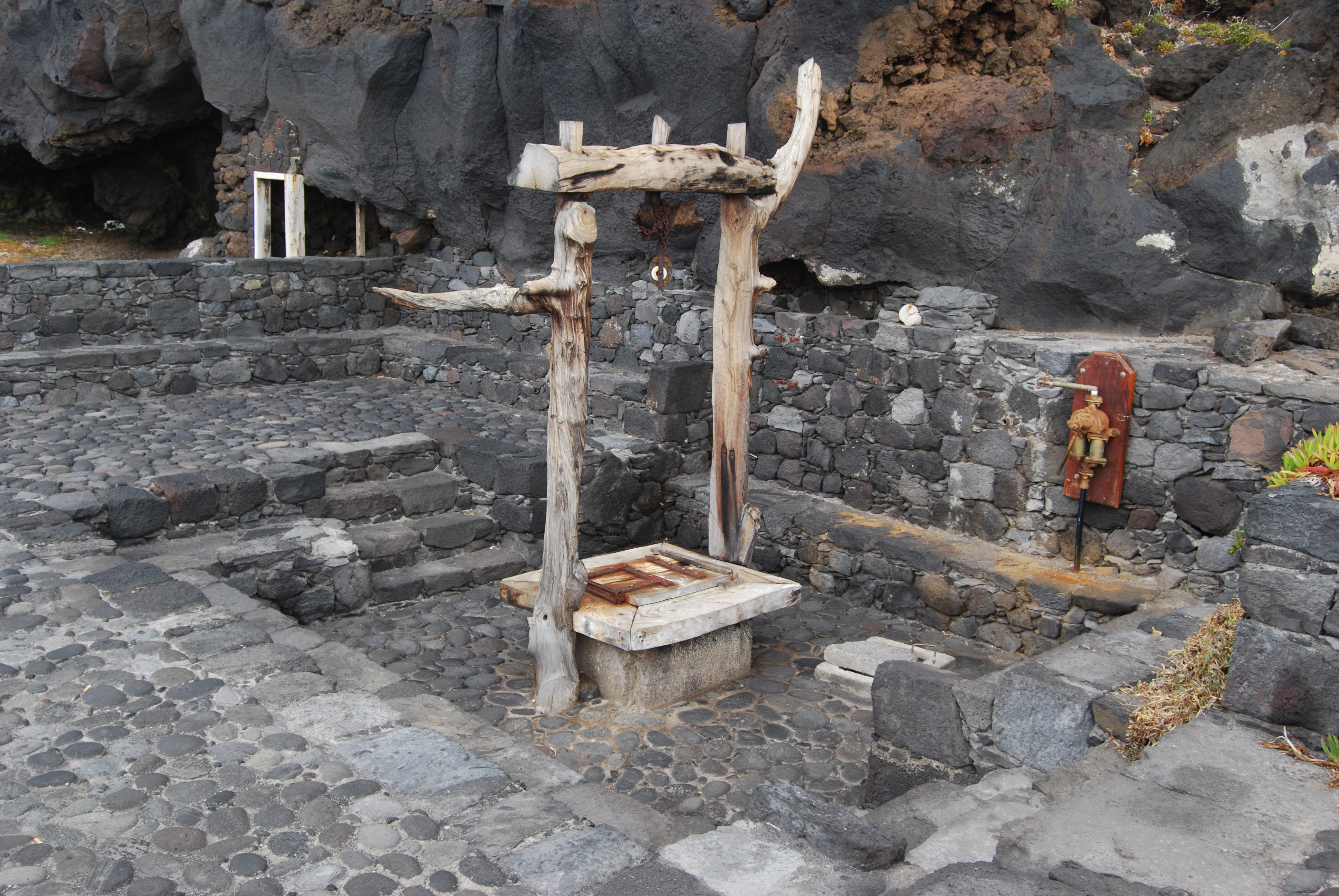
El pozo en el año 2008

El Pozo de la Salud o Pozo de Sabinosa es un pozo de aguas minero-medicinales en la costa del pueblo de Sabinosa, término municipal de La Frontera, en la Isla de El Hierro, provincia de Santa Cruz de Tenerife, España.

## Historia

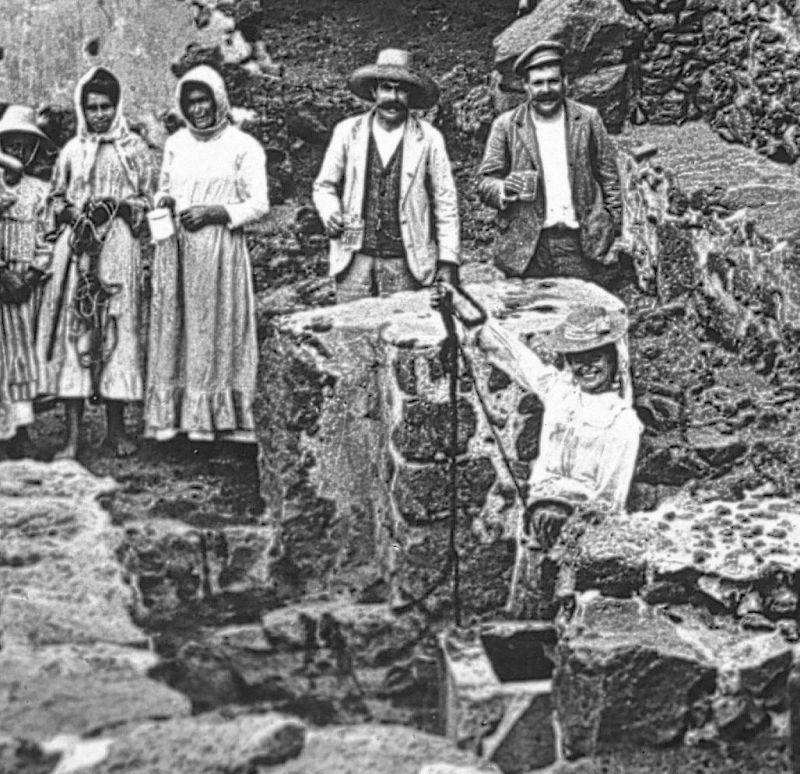
El pozo entre los años 1911 y 1913. Detalle de una tarjeta postal.

A lo largo de los últimos siglos, la Isla de El Hierro sufrió tremendas sequías y la escasez de agua forzó la emigración de parte de su población. El pozo fue perforado entre los años 1702 y 1704, para abastecerse de agua potable. Y, a pesar de que sus aguas salieron un tanto salobres, fueron muy bien aprovechadas para dar de beber a los animales, que las aceptaban con gusto. Con el tiempo se constató que las personas que bebían el agua de este pozo gozaban de mejor salud.
Ya en el siglo XIX, se extendió la fama de estas aguas a otras islas, desde donde partían enfermos necesitados de mejoría. Desde Tenerife llegó desterrado el médico Leandro Pérez, que comprobó las propiedades curativas de las aguas del Pozo de Sabinosa. En 1843-1844, fueron declaradas aguas minero-medicinales. Y en la última década de ese siglo, el agua se recogía en garrafones y se exportaba a Cuba y Puerto Rico.
En el siglo XX, el ingeniero militar José Ángel Rodrigo-Vallabriga Brito fue uno de sus máximos propagandistas. En 1925, obtuvo la concesión para explotar las aguas del pozo. En 1945, registró el nombre "Aguas de Sabinosa", y en los años 50 y comienzos de los 60, embotellaba el agua para su venta en farmacias y tiendas de las islas. También construyó el antiguo balneario, para tomar los baños calientes, que quedó abandonado tras su muerte en 1965, a los 89 años de edad. El agua del pozo fue su elixir de la eterna juventud. En el pueblo de Sabinosa existe una plaza dedicada al "ingeniero Vallabriga".
En 1949, preparaba los baños calientes Valentina Hernández conocida como Doña Valentina, la de Sabinosa, junto con su marido Esdras. Y es que el tratamiento incluía baños a 45 grados, y beber diariamente varios litros de agua.
Doña Valentina es considerada como una figura legendaria del folclore canario. Era cantadora y tamborilera. Consiguió preservar la antigua herencia musical de la isla. Su ejemplo es único en la historia de la música tradicional canaria. Gracias a esta mujer, el folclore herreño conserva toda su pureza y todos sus misterios. Y en el Pozo de la Salud, en los momentos de descanso, los enfermos y acompañantes escuchaban sus antiguas melodías.
En los años 70 y comienzos de los 80 del siglo XX, Doña Rosa era quien preparaba los baños, junto con su marido, en su establecimiento conocido como "Casa Rosa", en las inmediaciones de la boca del pozo. Se afirma que era sobrina de Doña Valentina. Emigrada a Gran Canaria, se mudaba a El Hierro en la temporada de baños (de mayo a octubre).
Por último, en los años 90 se construyó un moderno hotel, que ha servido como alojamiento turístico convencional, además de ofrecer la posibilidad de tomar los baños tradicionales.

## Sistema hidrotermal
El Pozo de la Salud, conocido inicialmente como Pozo de Sabinosa, es una surgencia litoral de aguas salobres situada en la costa de la depresión gravitacional del Valle del Golfo. El agua mana a nivel del mar, a través de las brechas autoclásticas de base situadas bajo una fractura abierta en el masivo de una colada basáltica «aa». La colada aflora al pie de un cantil marino de unos 12 m de altura. Se trata de una fuente litoral, es decir, una surgencia de aguas subterráneas que fluyen desde el interior de la isla hacia el mar sobre la cuña de agua marina infiltrada en el subsuelo desde la línea de costa. Por ello, la salida del agua salobre ocurre preferentemente en marea baja.
La fuerte mineralización de sus aguas está producida por la actividad volcánica reciente. Estos procesos quedan atestiguados por la relativamente alta temperatura del agua del pozo y su riqueza en bicarbonatos y sulfatos, que indica flujos de CO₂ y H₂S (ó SO₂), gases de origen volcánico, en el subsuelo.
Las propiedades terapéuticas de estas aguas mesotermales (T: 36 °C) cloruradas (-sulfatadas-bicarbonatadas) sódicas de mineralización fuerte (TSD: 11462 mg/L; CE: 17470 μS/cm) son conocidas popularmente desde muy antiguo, pero el pozo, de 12 m de profundidad.
Sus aguas fueron las primeras en ser declaradas minero-medicinales en Canarias (1844). El actual balneario data de 1996 y es el único establecimiento de este tipo en funcionamiento en el archipiélago.

## En la actualidad
El Hotel-Balneario Pozo de la Salud funciona como alojamiento turístico de calidad, además de ofrecer tratamientos de belleza y relax. Este hotel es gestionado por el Cabildo Insular de El Hierro. Es uno de los pocos hoteles de la isla, y está situado en un lugar de gran belleza paisajística.
Por otra parte, el Cabildo está evaluando cierta contaminación de las aguas del antiguo pozo, y las medidas a tomar para recuperar su calidad original, sin tener que recurrir a su filtrado.

## Galería

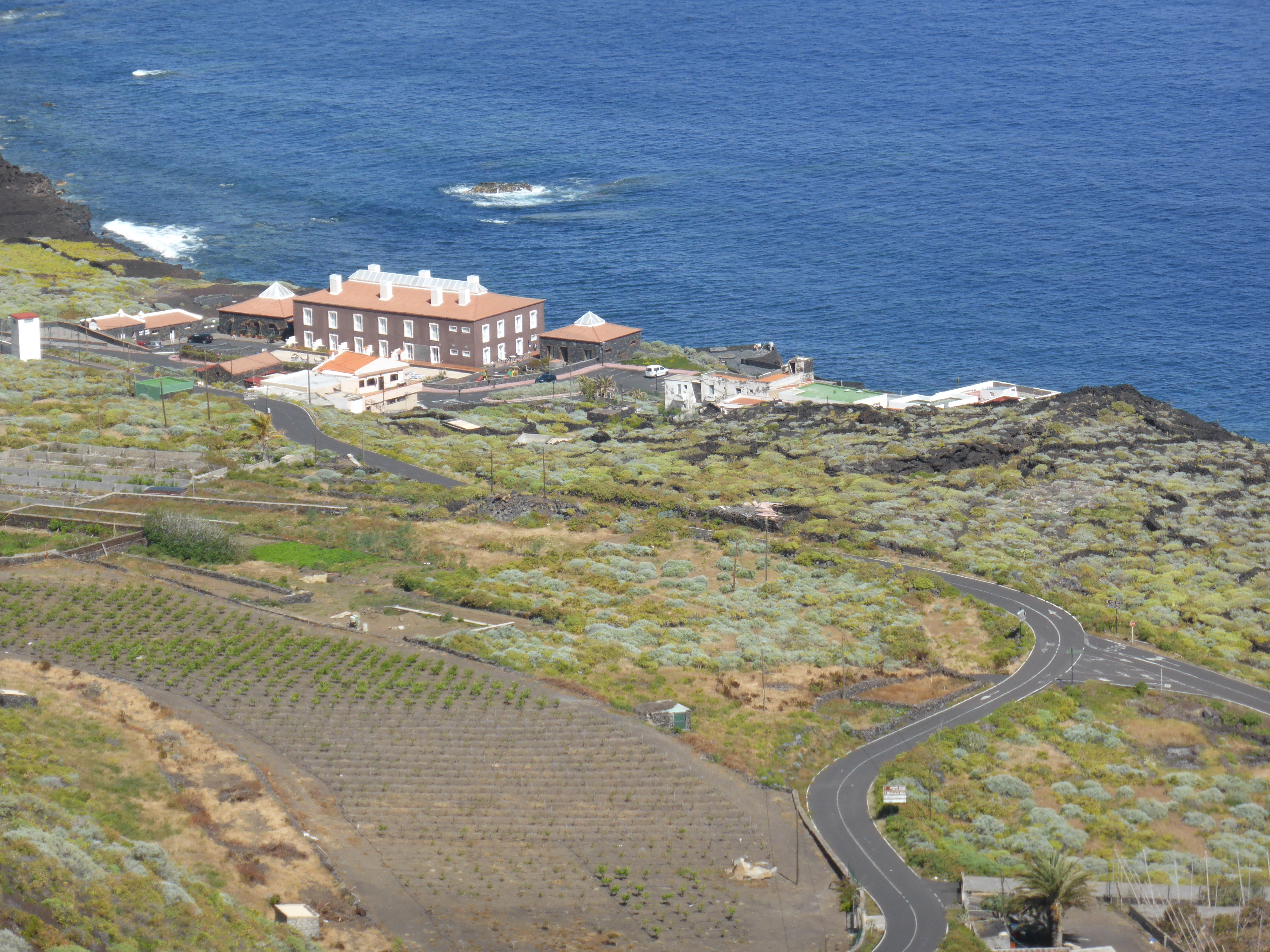
Vista del Pozo de la Salud, bajando desde Sabinosa.
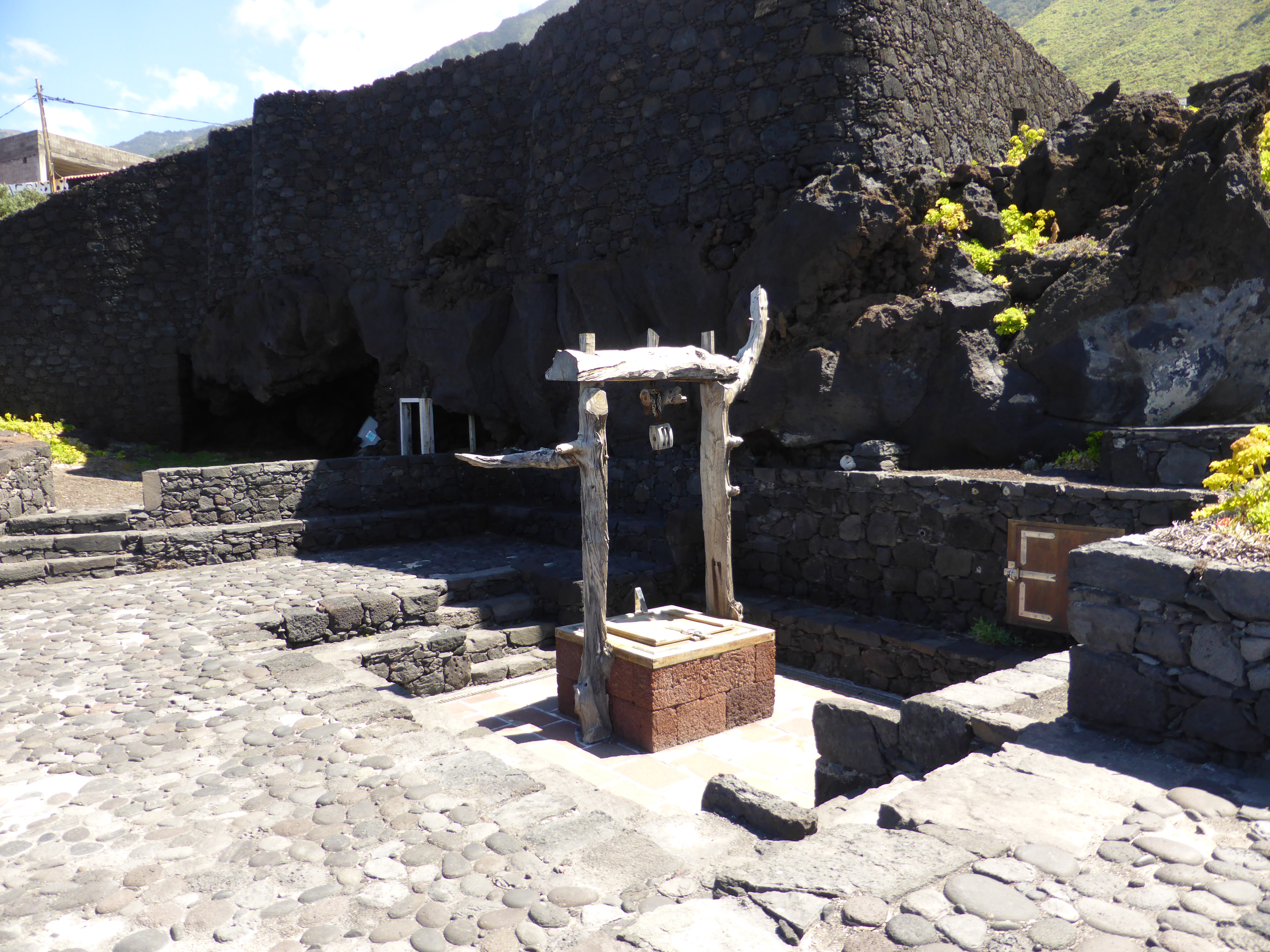
El brocal del pozo, revestido, ocultando las piedras originales.
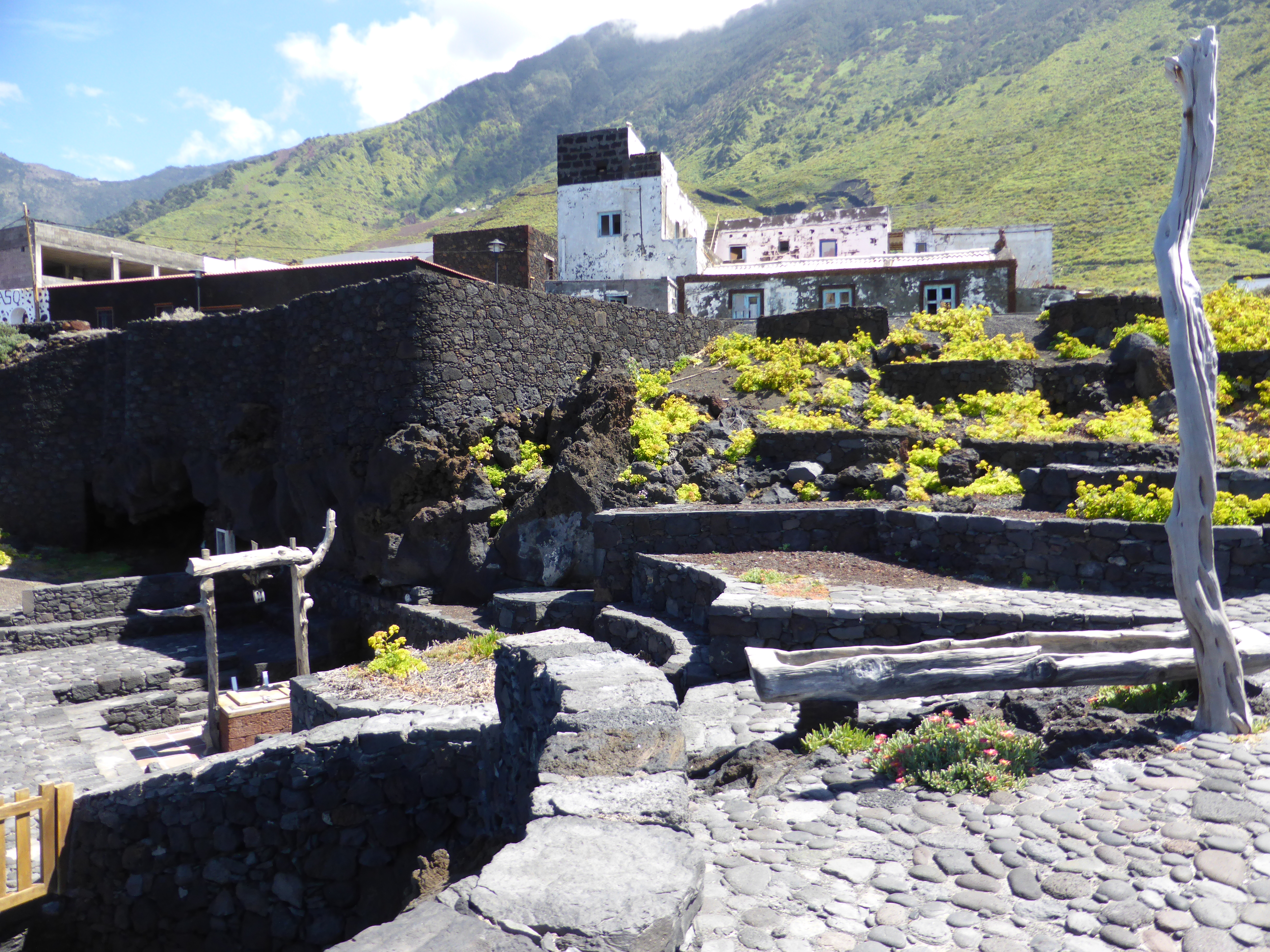
Brocal del pozo y antigua Casa Rosa.
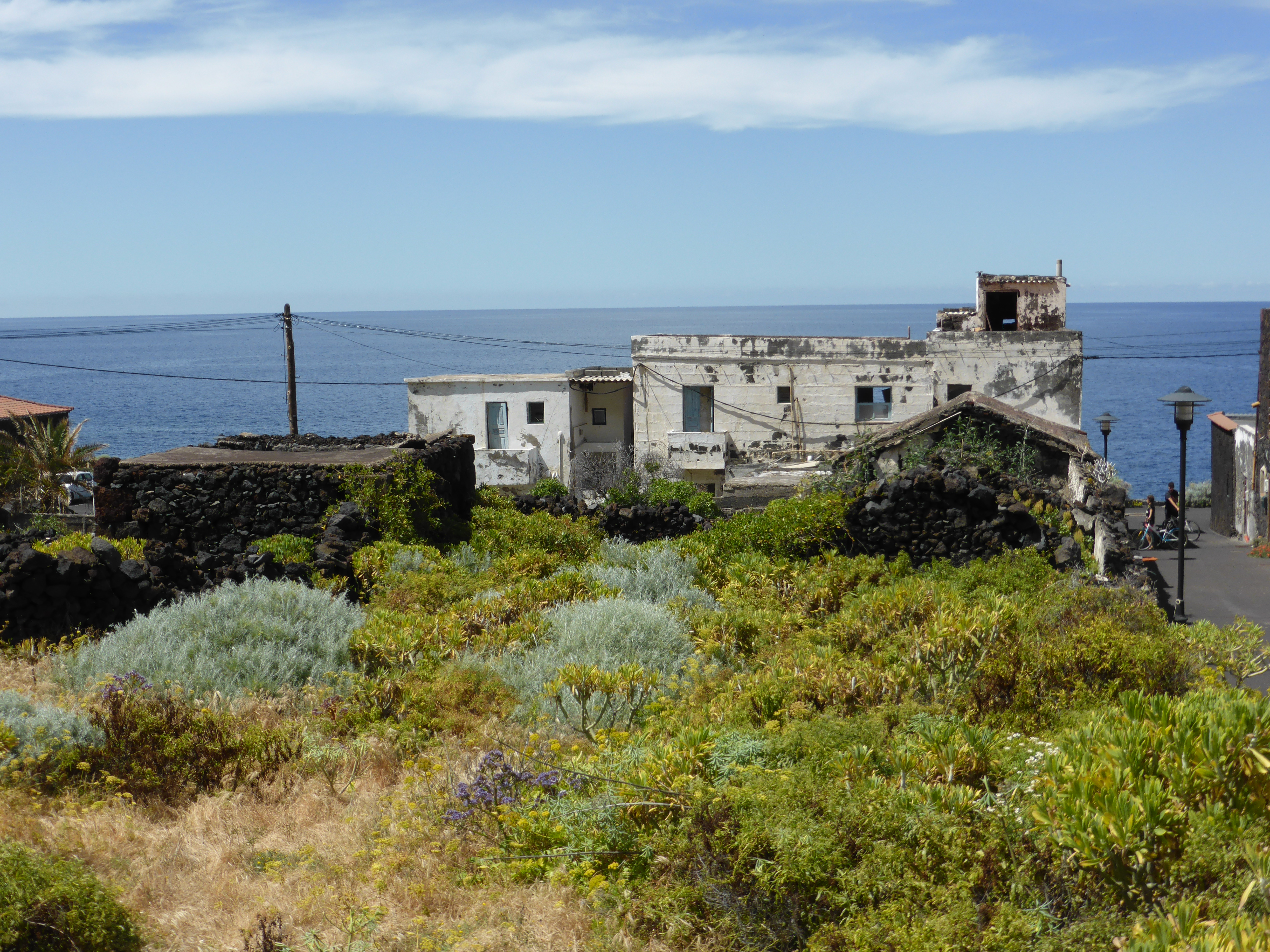
En Casa Rosa se daban los baños calientes en los años 70 y 80 del siglo XX.
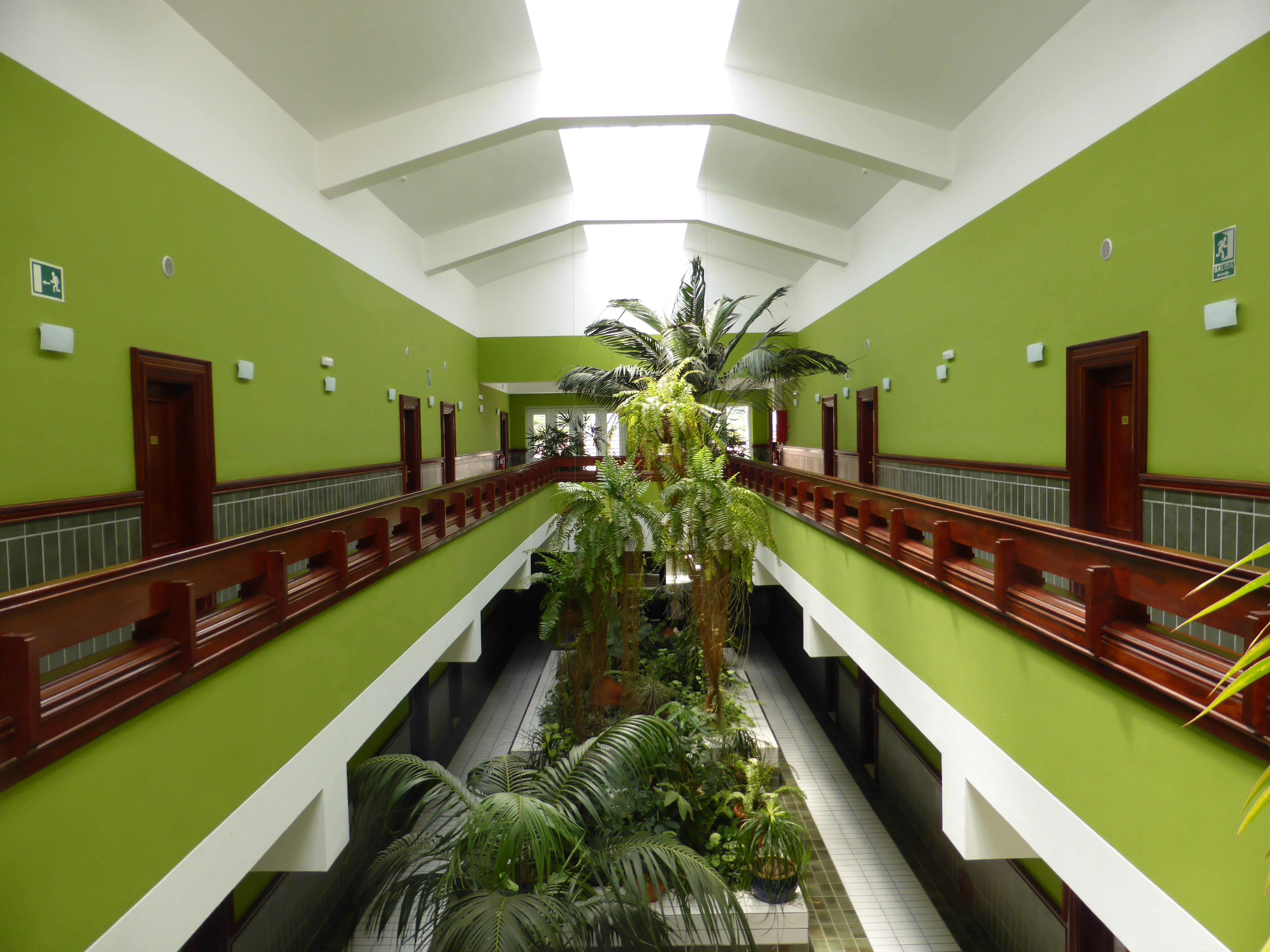
Interior del Hotel Balneario, gestionado por el Cabildo Insular de El Hierro.